# Pont de Can Pau Moliner
El Pont de Can Pau Moliner és una obra de Viladrau (Osona) inclosa a l'Inventari del Patrimoni Arquitectònic de Catalunya.

## Descripció
Pont d'un sol arc, tot de pedra amb una lleugera esquena d'ase. Es troba en un antic camí que avui està fora d'ús. Passa per sobre de la riera Major, afluent per la dreta del Ter.

## Història
Arthur Osona, pàg.65 Pontet de Pedra y a l'esquerra de Can Pau.